# Георгадзе Лейла Михайлівна
Лейла Михайлівна Георгадзе (Гоцірідзе) (13 березня 1924, місто Тифліс, тепер Тбілісі, Грузія — 30 листопада 1998, місто Москва, Російська Федерація) — грузинська радянська співачка (меццо-сопрано), солістка Грузинського державного театру опери і балету імені Паліашвілі. Депутат Верховної ради СРСР 4-го скликання.

## Життєпис
У 1941 році закінчила середню школу в місті Тбілісі та поступила до музичного училища.
З 1942 по 1947 рік навчалася в Тбіліській державній консерваторії імені Вано Сараджішвілі в Ольги Олександрівни Бахуташвілі-Шульгіної.
У 1947—1972 роках — співачка Грузинського державного театру опери і балету імені З. Паліашвілі. З 1976 року — викладачка вокалу Тбіліського музичного училища імені М. Баланчівадзе, з 1978 року — Театрального інституту імені Шота Руставелі, з 1980 року —Тбіліської державної консерваторії.
Член КПРС.
Померла 30 листопада 1998 року в Москві.

## Оперні партії
- Любаша («Царська наречена»);
- Дареджан («Дареджан підступна» Мелітона Баланчивадзе);
- Натела, Нено («Абесалом та Етері», «Латавра» Захарія Паліашвілі);
- Соломія («Богдан Хмельницький» Данькевича);
- Хівря («Семен Котко»);
- Марина Мнішек («Борис Годунов»);
- Кармен.

## Нагороди
- медалі
- народна артистка Грузинської РСР (1958)